# Trygetus jacksoni
Trygetus jacksoni är en spindelart som beskrevs av Yuri M. Marusik och Elchin F. Guseinov 2003. Trygetus jacksoni ingår i släktet Trygetus och familjen Zodariidae.
Artens utbredningsområde är Azerbajdzjan. Inga underarter finns listade i Catalogue of Life.